# Entyloma mundkurii
Entyloma mundkurii är en svampart som beskrevs av M.S. Patil & Gandhe 1997. Entyloma mundkurii ingår i släktet Entyloma och familjen Entylomataceae.   Inga underarter finns listade i Catalogue of Life.